# Korsztyn
Korsztyn (deutsch Korstein) ist ein Ort in der polnischen Woiwodschaft Ermland-Masuren. Er gehört zur Gmina Grunwald (Landgemeinde Grünfelde) im Powiat Ostródzki (Kreis Osterode in Ostpreußen).

## Geographische Lage
Korsztyn liegt im südlichen Westen der Woiwodschaft Ermland-Masuren, 20 Kilometer südöstlich der Kreisstadt Ostróda (deutsch Osterode in Ostpreußen).

## Geschichte
Hügelgräber in der Nachbarschaft wiesen darauf hin, dass schon in der Zeit vor dem Deutschen Orden die hiesige Gegend besiedelt war. 1475 wurden zu Kurzstein vom Hochmeister Heinrich Reffle von Richtenberg Ländereien an Jörge von Löben verpfändet. Zu Beginn des 17. Jahrhunderts gehörte das Gut Korstein einem Georg Birckhan und kam im 18. Jahrhundert an die Reichsgrafen Finck von Finckenstein, die 1830 in Insolvenz gingen. Stadtgerichtsdirektor Johann Heinrich Kern aus Löbau in Westpreußen (polnisch Lubawa) ersteigerte es aus der Konkursmasse.
1874 wurde der Gutsbezirk Korstein in den neu errichteten Amtsbezirk Döhlau (polnisch Dylewo) im Kreis Osterode in Ostpreußen eingegliedert und im Jahre 1907 in den Amtsbezirk Groß Pötzdorf umgegliedert.
Am 30. September 1928 verlor das Gut Korstein seine Eigenständigkeit und kam zur Landgemeinde Geierswalde (polnisch Gierzwałd). Mit dieser Eingemeindung war die Umgliederung in den Amtsbezirk Geierswalde verbunden.
Als 1945 in Kriegsfolge das gesamte südliche Ostpreußen an Polen fiel, traf das auch Gut Korstein. Der Ort erhielt die polnische Namensform „Korsztyn“ und ist heute eine Ortschaft im Verbund der Gmina Grunwald (Landgemeinde Grünfelde) mit Sitz in Gierzwałd (Geierswalde) im Powiat Ostródzki (Kreis Osterode in Ostpreußen), bis 1998 der Woiwodschaft Olsztyn, seither der Woiwodschaft Ermland-Masuren mit Sitz in Olsztyn (Allenstein) zugehörig.

## Kirche
Bis 1945 war Korstein in die evangelische Kirche Tannenberg in der Kirchenprovinz Ostpreußen der Kirche der Altpreußischen Union, außerdem in die römisch-katholische Kirche Gilgenburg (polnisch Dąbrówno) im Bistum Ermland eingepfarrt.
Heute gehört Korsztyn evangelischerseits zur Kirche Olsztynek (Hohenstein), einer Filialkirche von Olsztyn (Allenstein) in der Diözese Masuren der Evangelisch-Augsburgischen Kirche in Polen, katholischerseits zur Pfarrei Stębark im jetzigen Erzbistum Ermland.

## Verkehr
Korsztyn liegt westlich der verkehrsreichen Woiwodschaftsstraße 542, die von Działdowo (Soldau) bis nach Rychnowo (Reichenau) mit Anschluss an die Schnellstraße 7 führt. Eine Stichstraße zweigt von der Woiwodschaftsstraße ab und führt direkt nach Korstyn. Eine Anbindung an den Bahnverkehr besteht nicht.